# Synagoge Birkenfeld
Die Synagoge in Birkenfeld  wurde 1862/63 in der heutigen Schlossallee 5 errichtet. Bei den Novemberpogromen 1938 wurde die Synagoge verwüstet. 1939 wurde die Synagoge abgerissen und auf dem Grundstück ein Forstamt errichtet.

## Synagoge
Bereits seit 1831 gab es einen Betraum in einem Privathaus. Mit den Planungen für den Bau einer Synagoge wurde 1859 begonnen. 1862/63 wurde die Synagoge dann in der heutigen Schlossallee 5 errichtet. Es handelte sich um einen rechteckigen Bau der an den Seitenwänden je drei Rundbogenfenster besaß. Über dem Eingangsportal befand sich ein Rundfenster. Eine Renovierung der Synagoge fand im Jahr 1913 statt. Mitte 1938 wurde das Gebäude an den Kreiskommunalverband verkauft. Obwohl nicht mehr als Synagoge genutzt und auch nicht mehr im Besitz der jüdischen Gemeinde, wurde das Innere der ehemaligen Synagoge bei den Novemberpogromen 1938 verwüstet. Anfang 1939 wurde das Gebäude abgerissen und auf dem Grundstück ein Forstamt errichtet. Anlässlich des 50. Jahrestages der Novemberpogrome stellte die Stadt Birkenfeld 1988 einen Gedenkstein an der Stelle auf, an der früher die Synagoge stand. Die Inschrift lautet:
Zum Gedenken und zur Mahnung

Hier stand von 1862 bis zu den Jahren

des Naziterrors die SYNAGOGE der

jüdischen Mitbürger der Stadt Birkenfeld

1938 9. November 1988

## Jüdische Gemeinde Birkenfeld
Bis 1800 war es Juden verboten sich in Birkenfeld niederzulassen. 1808 ließ sich dann eine erste jüdische Familie in Birkenfeld nieder. Von 1892 bis 1923 war die jüdische Gemeinde eine Filialgemeinde der jüdischen Gemeinde Hoppstädten. 1923 erhielt sie den Status einer eigenständigen Gemeinde. Die jüdische Gemeinde verfügte über eine eigene Religionsschule. Zeitweise war ein eigener Religionslehrer angestellt, der auch die Aufgaben des Vorbeters und Schochet innehatte. Bis Ende des 19. Jahrhunderts wurden die Verstorbenen auf dem jüdischen Friedhof in Hoppstädten beigesetzt. Ab 1923 erfolgten die Bestattungen dann auf dem neu angelegten jüdischen Friedhof in Birkenfeld. Ab 1933, nach der Machtergreifung Adolf Hitlers, wurden die jüdischen Einwohner immer mehr entrechtet. Zudem kam es immer wieder zu antijüdischen Aktionen. Dies hatte zur Folge, dass viele jüdische Familien Birkenfeld verließen.

### Entwicklung der jüdischen Einwohnerzahl
| Jahr | Juden | Jüdische Familien |
| ---- | ----- | ----------------- |
| 1808 | 11    |                   |
| 1817 |       | 2                 |
| 1845 |       | 6                 |
| 1900 | 76    |                   |
| 1905 | 60    |                   |
| 1910 | 45    |                   |
| 1925 | 25    |                   |
| 1933 | 37    |                   |
| 1938 | 11    |                   |
| 1941 | 2     |                   |

Quelle: alemannia-judaica.de; jüdische-gemeinden.de
Das Gedenkbuch – Opfer der Verfolgung der Juden unter der nationalsozialistischen Gewaltherrschaft 1933–1945 und die Zentrale Datenbank der Namen der Holocaustopfer von Yad Vashem führen 18 Mitglieder der jüdischen Gemeinschaft Birkenfeld (die dort geboren wurden oder zeitweise lebten) auf, die während der Zeit des Nationalsozialismus ermordet wurden.